# Znamienka (obwód brzeski)
Znamienka, Durycze (biał. Знаменка; ros. Знаменка; hist. biał. Ду́рычы) – agromiasteczko na Białorusi, w obwodzie brzeskim, w rejonie brzeskim, w sielsowiecie Znamienka, nad Bugiem, który stanowi tu granicę z Polską.

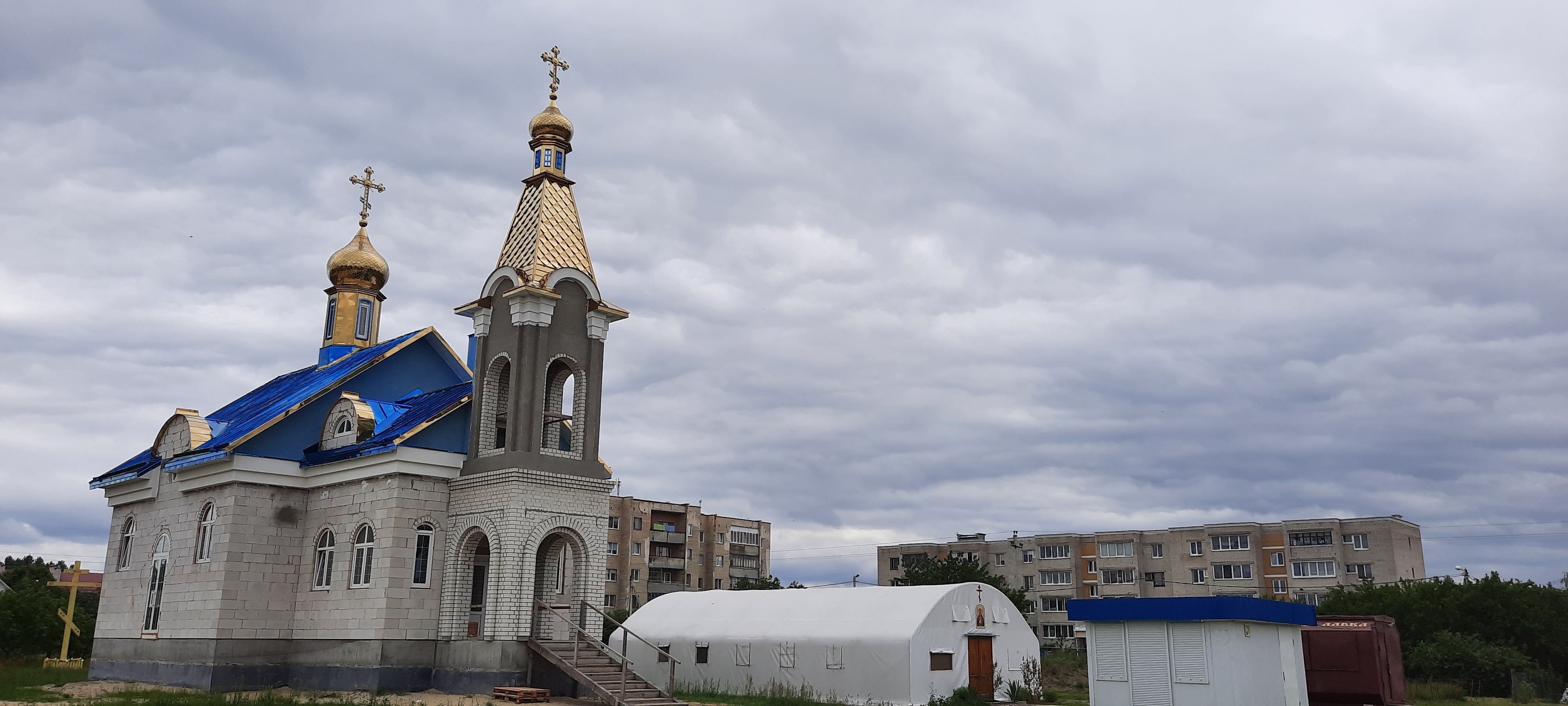
Cerkiew Ikony Matki Bożej „Znak”

Siedziba parafii prawosławnej pw. Ikony Matki Bożej „Znak”.
Znamienka położona jest przy drodze republikańskiej R94. Znajduje tu się przystanek kolejowy Znamienka, położony na linii Brześć – Włodawa.

## Historia
W dwudziestoleciu międzywojennym Durycze leżały w Polsce, w województwie poleskim, w powiecie brzeskim, w gminie Miedna. Po II wojnie światowej w granicach Związku Sowieckiego. Od 1991 w niepodległej Białorusi.